# 拉艾迪皮
拉艾迪皮（法語：La Haye-du-Puits，法語發音：[la ɛ dy pɥi]）是法国芒什省的一个旧市镇，属于库唐斯区。2016年，拉艾迪皮与市镇临近的8个市镇合并为新市镇拉艾，拉艾迪皮为新市镇行政中心。

## 地理
拉艾迪皮（49°17'24"N, 1°32'32"W）面积5.25 平方千米，位于法国诺曼底大区芒什省，该省份为法国西北部沿海省份，西、北、东北三面环大西洋，东起顺时针与卡爾瓦多斯省、奧恩省、马耶讷省和伊勒-维莱讷省接壤。
与拉艾迪皮接壤的市镇（或旧市镇、城区）包括：讷梅尼勒、艾河畔昂戈维尔。

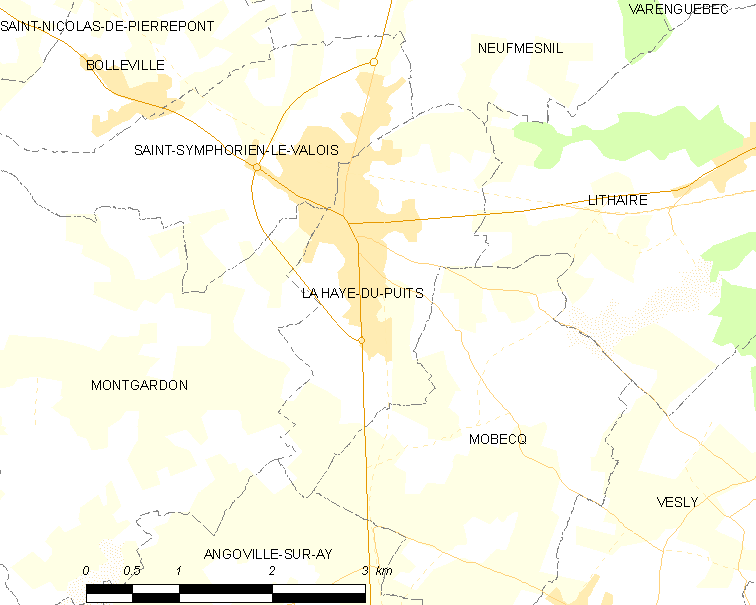
拉艾迪皮的OSM定位图

拉艾迪皮的时区为UTC+01:00、UTC+02:00（夏令时）。

## 行政
拉艾迪皮的邮政编码为50250、50580，INSEE市镇编码为50236。

## 政治
拉艾迪皮所属的省级选区为克雷昂斯县。

## 人口

1962-2008年间拉艾迪皮人口变化图示

拉艾迪皮于2018年1月1日时的人口数量为1468人。